# Parkinsonia aculeata
Parkinsonia aculeata é uma espécie de árvore perene da família Fabaceae. Os nomes comuns incluem palo verde, palo verde mexicano, Parkinsonia, e espinho de Jerusalém.

## Etimologia
O nome do género Parkinsonia homenageia o botânico inglês John Parkinson (1567-1650), enquanto o nome latino da espécie, aculeata refere-se ao caule espinhoso desta planta.

## Descrição

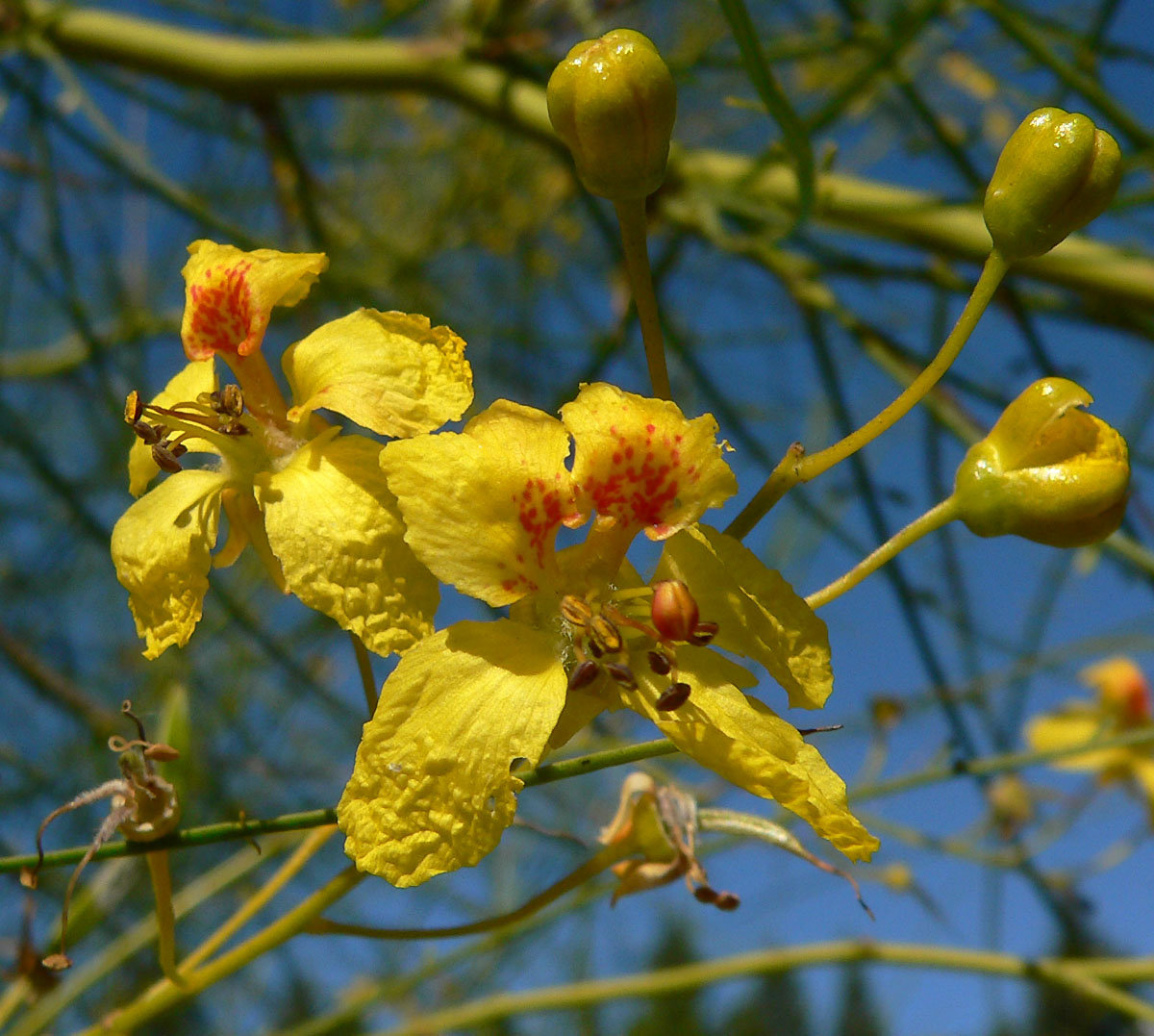
Flores da Parkinsonia aculeata

Parkinsonia aculeata pode ser um arbusto espinhoso ou uma pequena árvore. Cresce de 2 a 8 m de altura, com uma altura máxima de 10 m. Palo verde pode ter caules simples ou múltiplos e muitos ramos com folhas pendentes. As folhas e caules são sem pêlos. As folhas são alternadas e penadas (15 a 20 cm de comprimento). O pecíolo achatado é delimitado por duas fileiras de 25 a 30 minúsculos folhetos ovais; os folhetos ficam decíduos no tempo seco (e durante o inverno em algumas áreas) deixando os pecíolos e galhos verdes para fotossintetizar.
Nos ramos crescem espinhos agudos duplos ou triplos de 7 a 12 mm de comprimento nas axilas das folhas. As flores são amarelo-alaranjadas e perfumadas, de 20 mm de  diâmetro, crescendo a partir de um talo longo e fino em grupos de oito a dez. Elas têm cinco sépalas e cinco pétalas, quatro delas mais claras e romboides ovadas, a quinta alongada, com manchas amarelas e roxas mais escuras na base. O período de floração (no hemisfério norte) são os meses do meio da primavera (março e abril ou setembro e outubro). As flores são polinizadas por abelhas. O fruto é uma vagem, com aparência de couro, castanho claro quando maduro.

## Problemas invasivos
P. aculeata é uma espécie invasora importante na Austrália, pois é listada como uma erva daninha de importância nacional e é classificada como a pior erva daninha da Austrália. É também um grande problema em partes da África tropical, Havaí e outras ilhas do Oceano Pacífico.
Foi introduzido na Austrália como uma árvore ornamental e para sombra por volta de 1900. Atualmente, é uma erva daninha disseminada pela Austrália Ocidental, o Território do Norte e Queensland, cobrindo cerca de 8 000 km2 (3 100 sq mi) de terra, e tem o potencial de se espalhar através da maior parte da área tropical semi-árida para subúmida na Austrália.
Forma densas moitas, impedindo o acesso de humanos, animais nativos e gado aos cursos de água. Os frutos flutuam, e a planta se espalha lançando vagens na água, ou vagens são lavadas a jusante por inundações sazonais. Sem a escarificação recebida pela queda nos leitos dos riachos, as sementes demoram a germinar.
No ecossistema da Caatinga brasileira, seu caráter invasor também tem sido percebido pelos pesquisadores.
Vários métodos de controle são usados para reduzir a população existente e a propagação de P. aculeata na Austrália. Três insetos foram introduzidos na Austrália para controle biológico; os gorgulhos do parkinsonia, Penthobruchus germaini e Mimosestes ulkei, ambos têm larvas que comem especificamente as sementes das vagens de parkinsonia e estão provando ser uma ferramenta de manejo útil, e o inseto da parkinsonia, Rhinocloa callicrates, que destrói os tecidos fotossintéticos, mas tem pouco impacto na planta. O fogo é eficaz para árvores jovens; remoção mecânica e herbicidas também são usados.

## Distribuição
P. aculeata é nativo dos Desertos de Sonora e Chihuahan, no sudoeste dos Estados Unidos (oeste do Texas, sul do Novo México, sul do Arizona), e do norte do México (Sonora e Chihuahua), bem como das Ilhas Galápagos. Sua escala nativa se expandiu ao longo das últimas décadas para o Edwards Plateau e Central Texas. Foi movido por humanos para o Caribe, para o norte da Argentina, nordeste brasileiro e para o Havaí. Foi introduzido na Europa e é difundido na Austrália. Esta espécie não se estabelece em áreas onde o tempo desce abaixo de -6,6 *C. Ele se expandiu para o sul da Califórnia até o norte do condado de San Bernardino.

## Habitat
A Parkinsonia aculeata tem alta tolerância à seca, simplesmente alcançando menor estatura. Em ambientes úmidos e ricos em húmus, ela se torna uma árvore de sombra mais alta e espalhada. Esta planta prefere uma exposição completa ao sol, mas pode crescer em uma ampla gama de solos secos (dunas de areia, argila, solos alcalinos e calcários, etc.), a uma altitude de 0-1500 metros acima do nível do mar.

## Galeria

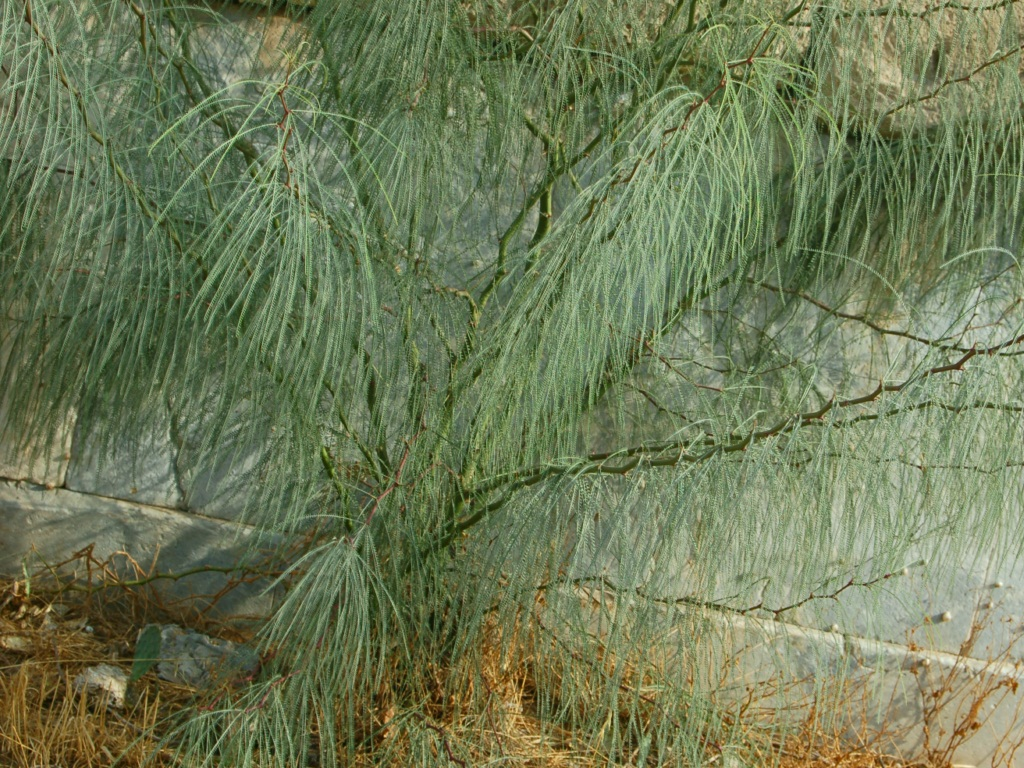
Arbusto de Parkinsonia aculeata
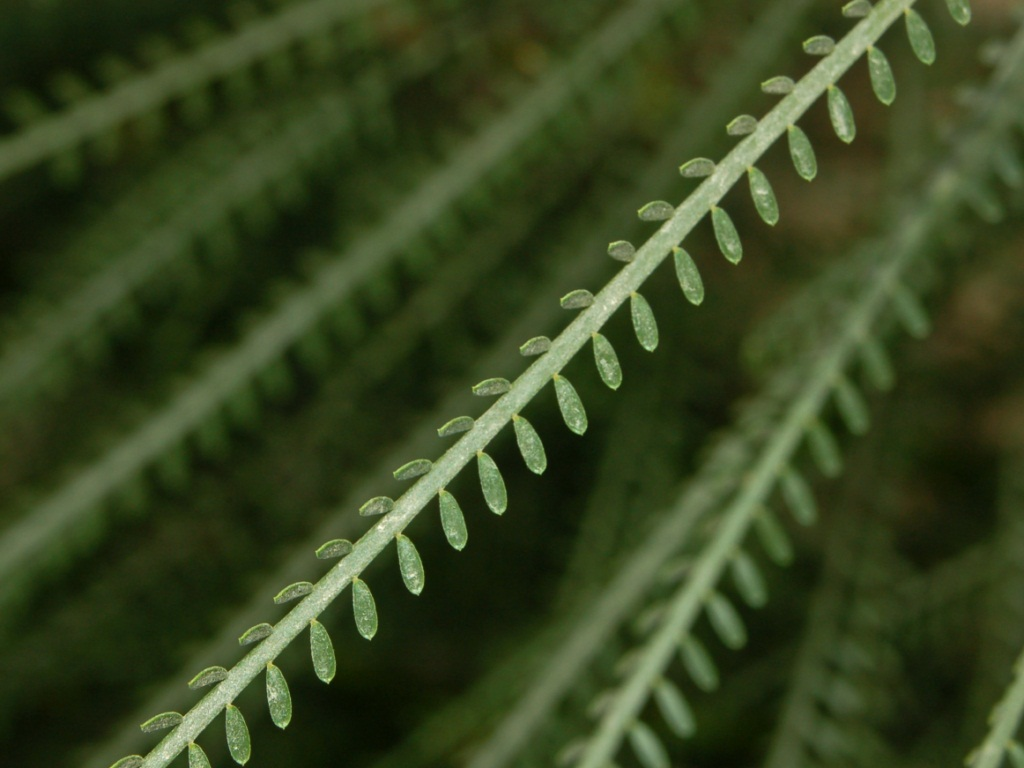
Folhetos de Parkinsonia aculeata
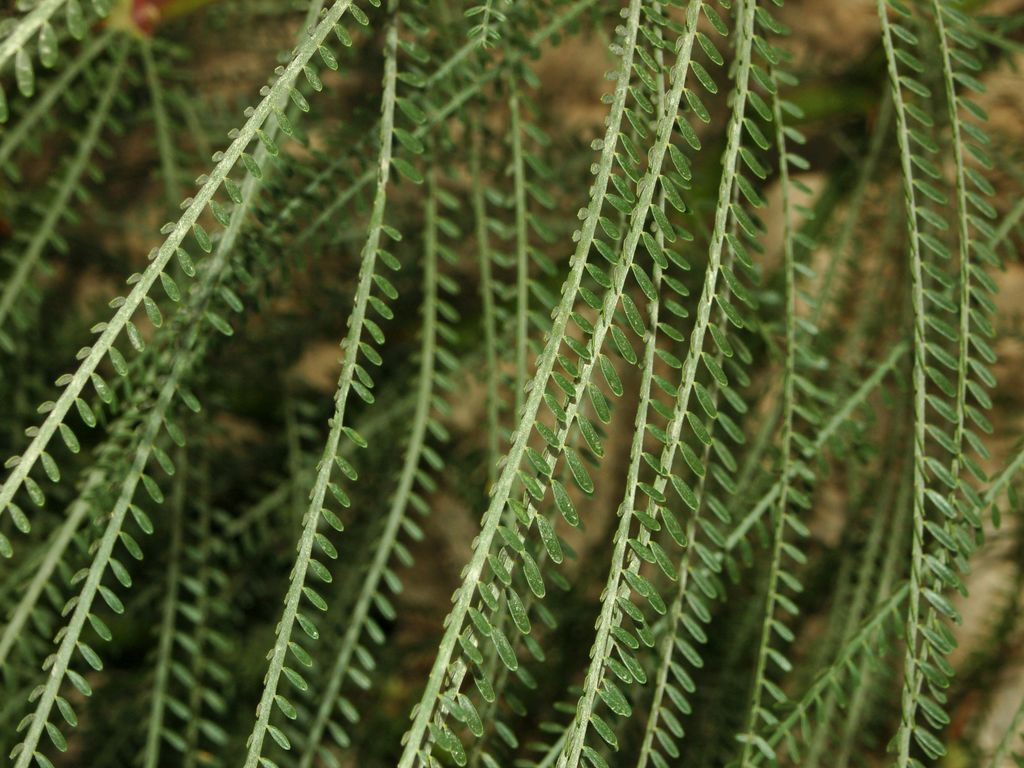
Folhetos de Parkinsonia aculeata
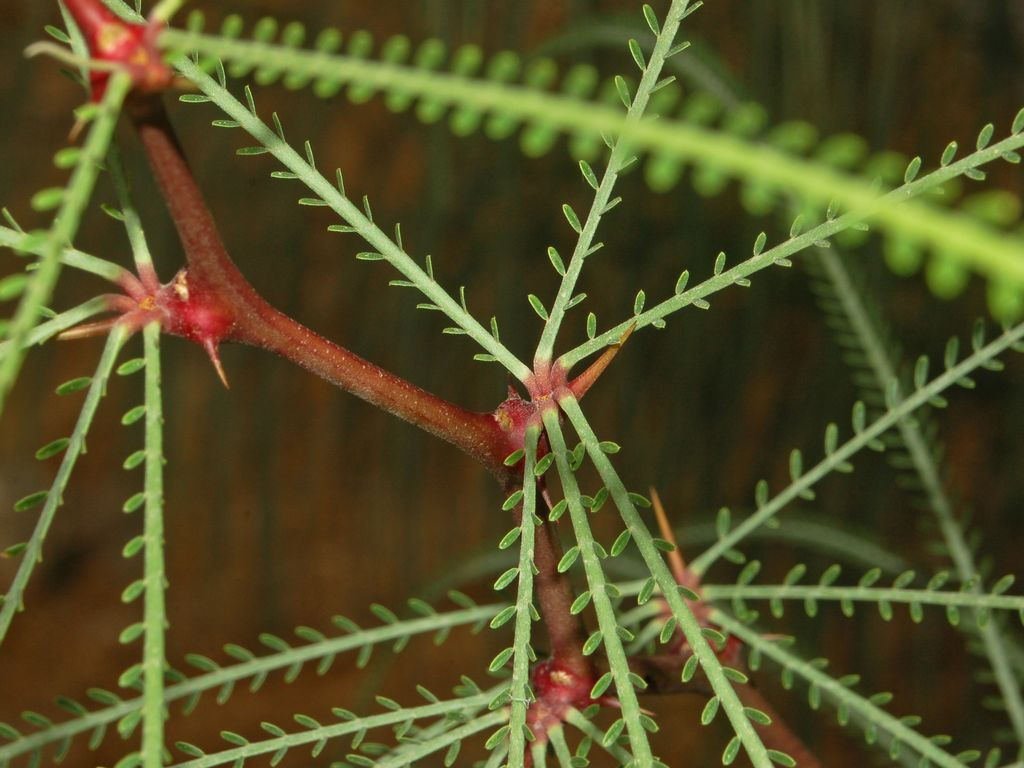
Espinhos, ligado, parkinsonia, aculeata
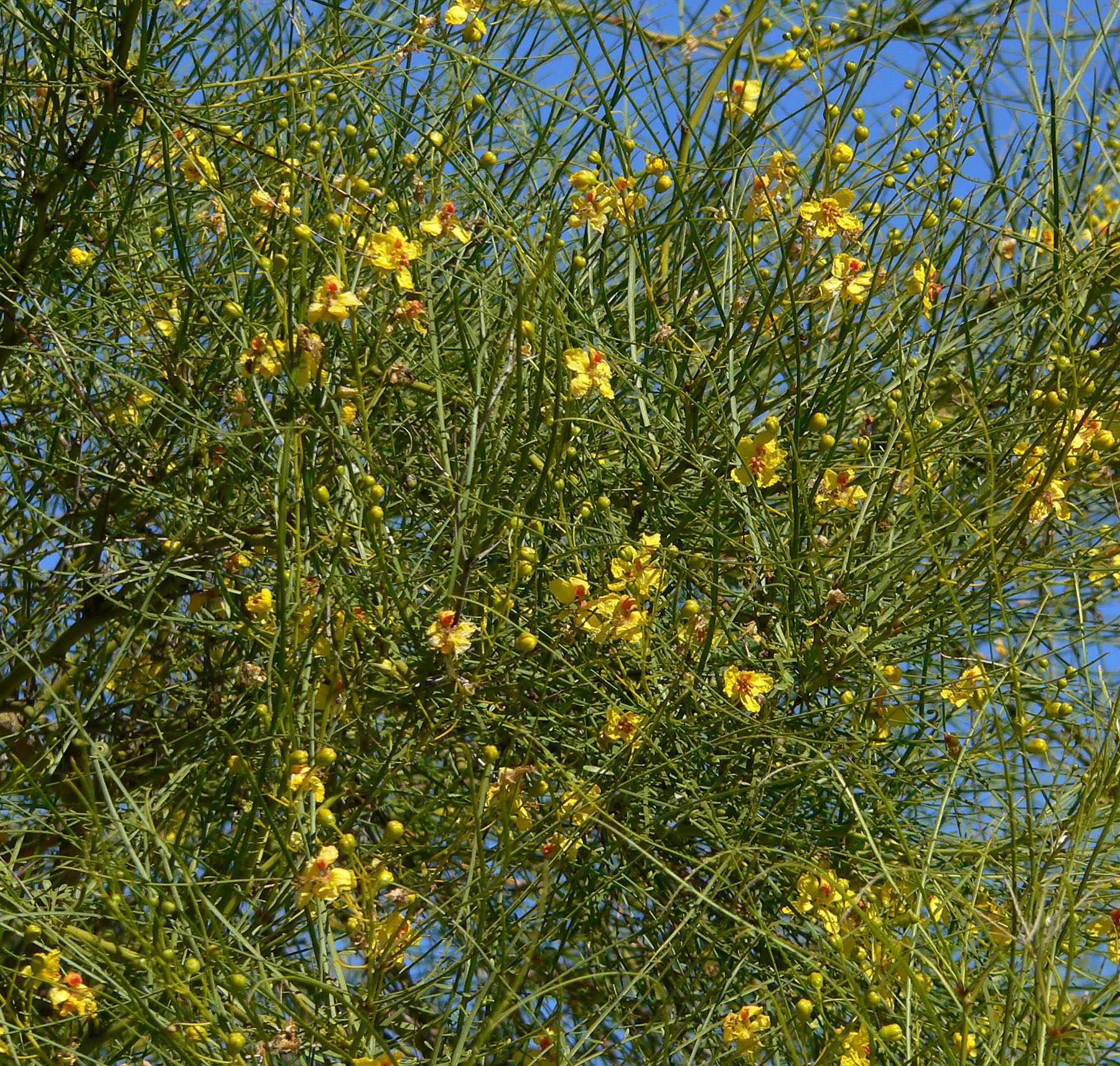
Planta de Parkinsonia aculeata
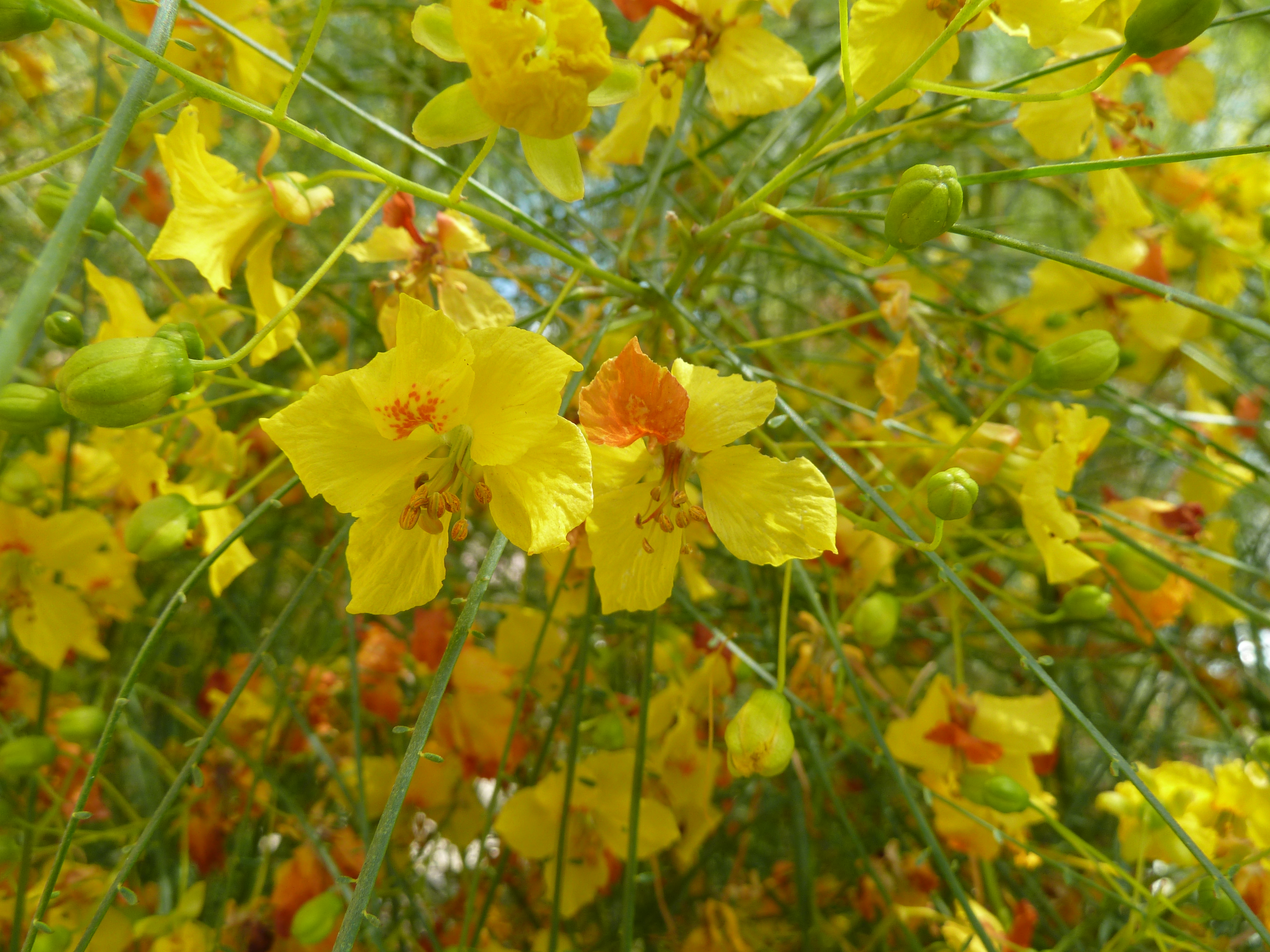
Flores de Parkinsonia aculeata